# بابی فولر
رابرت گاستون "بابی" فولر (انگلیسی: Bobby Fuller؛ ۲۲ اکتبر ۱۹۴۲ – ۱۸ ژوئیهٔ ۱۹۶۶) یک موسیقی‌دان اهل ایالات متحده آمریکا بود.